# Because They Can
Because They Can è il secondo album dei Nelson, uscito nel 1995 per l'etichetta discografica Geffen Records.

## Tracce
1. (You Got Me) All Shook Up (Nelson, Nelson, Tanner) 4:42
2. The Great Escape (Nelson, Nelson, Tanner) 5:25
3. Five O'Clock Plane (Nelson, Nelson, Tanner) 5:00
4. Cross My Broken Heart (Nelson, Nelson, Tate) 4:47
5. Peace on Earth (Nelson, Nelson, Rhodes) 4:30
6. Remi 2:27
7. Won't Walk Away (Nelson, Nelson, Ponti) 3:51
8. Only a Moment Away (Nelson, Nelson, Tanner) 4:22
9. Joshua Is with Me Now 1:30
10. Love Me Today (Nelson, Nelson) 4:19
11. Be Still (Nelson, Nelson) 4:14
12. Right Before Your Eyes (Nelson, Nelson, Rhodes) 4:51
13. Nobody Wins in the End (Nelson, Nelson, Tanner) 5:28

## Formazione
- Matthew Nelson - voce, basso, chitarra elettrica e acustica
- Gunnar Nelson - voce, chitarra ritmica e acustica, mandolino elettrico e acustico, tambourine, nacchere, shaker, glockenspiel
- Joey Cathcart - chitarra elettrica e acustica, cori
- Paul Mirkovich - piano, organo hammond, armonium, melodica, cori
- Mike Baird - batteria

### Altri musicisti
- Bobby Rock - batteria
- Michael Botts - batteria
- Steve Porcaro - tastiere
- Don Felder - mandolino
- Kenneth Blackwell - mandolino, piano, organo hammond, melodica, cori
- Timothy B. Schmit - cori
- Marc Tanner - cori
- Elliot Easton - chitarra
- Jeff Baxter - Pedal Steel
- Gerry Beckley - cori
- Brett Garsed - chitarra elettrica e acustica, cori
- Jimmie Haskell - arrangiatore
- Mark Lennon - cori
- Brett Carsed - chitarra